# Hernando Cetochtzin
Hernando Cetochtzin (?-1526) fue un noble indígena que fue tlatoani de Coyoacán de 1521 a 1525. Perteneció al linaje Ixtolinque, mismo que gobernó Coyoacán en los siglos XV y XVI.

## Biografía
Fue hijo primogénito de Cuauhpopoca y de Huitzilatzin —hija del tlatoani de Huitzilopochco y nieta de Huehuezacatzin, hermano de Moctezuma Ilhuicamina y hermano de Juan de Guzmán Ixtolinque I, llamado el Viejo. Al morir Cuauhpopoca ajusticiado en la plaza principal de México-Tenochtitlan por órdenes de Hernán Cortés, Hernando Cetochtzin asumió como tlatoani de Coyoacán, gobernando de 1521 a 1525. Al igual que otros tlatoanis de la Cuenca de México como Cuauhtémoc de Tenochtitlan, Tetlepanquétzal de Tlacopan y Coanácoch de Tetzcuco, fue llevado por Hernán Cortés a la expedición a Guatemala y Honduras y murió en el transcurso de ella presuntamente en combate. Una versión afirma que fue acusado por su propio hermano Juan de Guzmán Ixtolinque de querer traicionar a Hernán Cortés y este ordenó su asesinato.